# توماس بيسيرا
توماس بيسيرا (بالإسبانية: Tomás Becerra)‏ هو سباح كولومبي، ولد في 7 سبتمبر 1953.

## وصلات خارجية
- توماس بيسيرا على موقع الاتحاد الدولي للسباحة (الإنجليزية)
- توماس بيسيرا على موقع أوليمبيديا (الإنجليزية)